# Cúc huân chương
Cúc huân hương (danh pháp khoa học: Gazania rigens) là một loài thực vật có hoa trong họ Cúc. Loài này được (L.) Gaertn. mô tả khoa học đầu tiên năm 1791.

## Hình ảnh

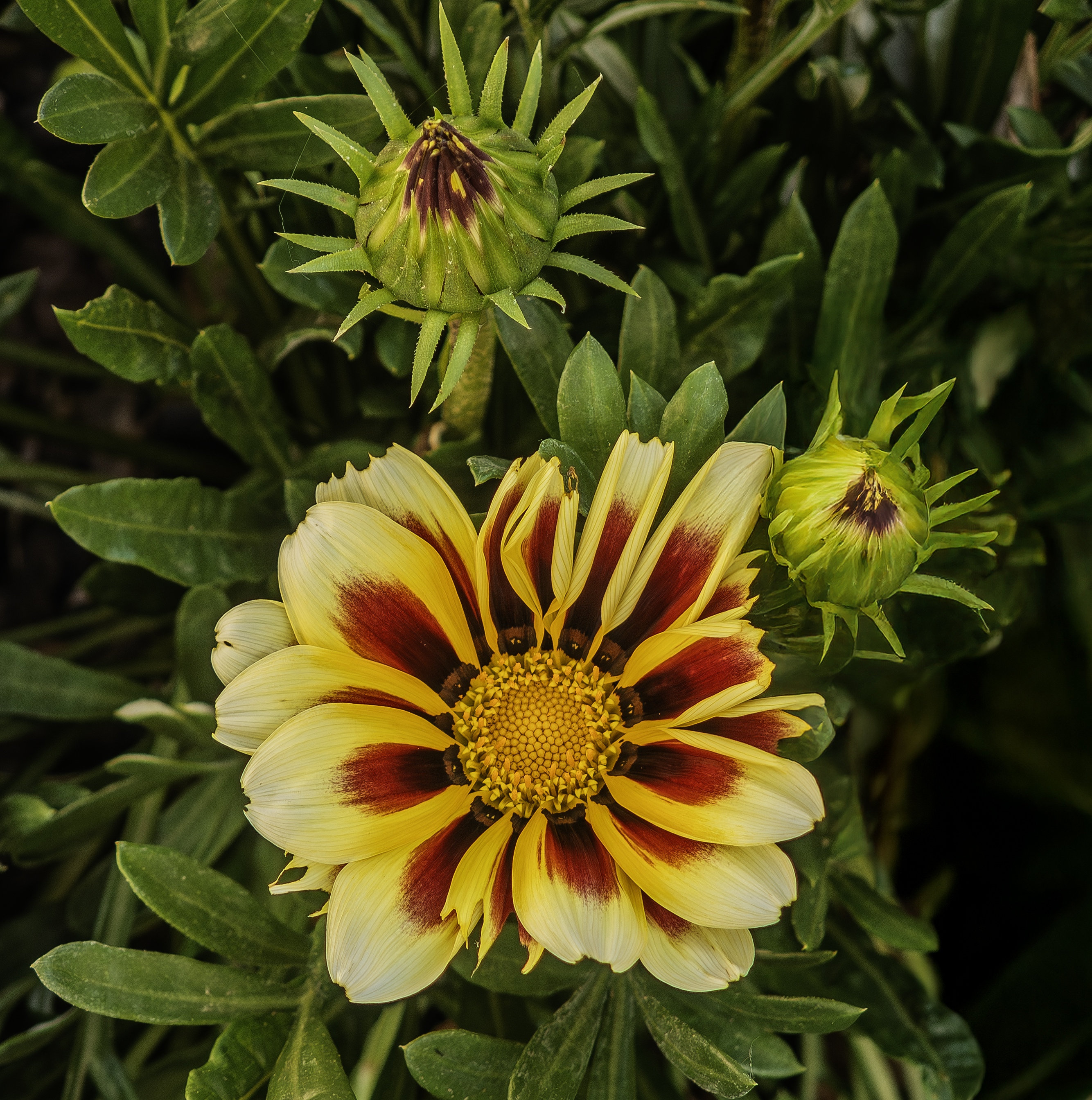
var. rigens
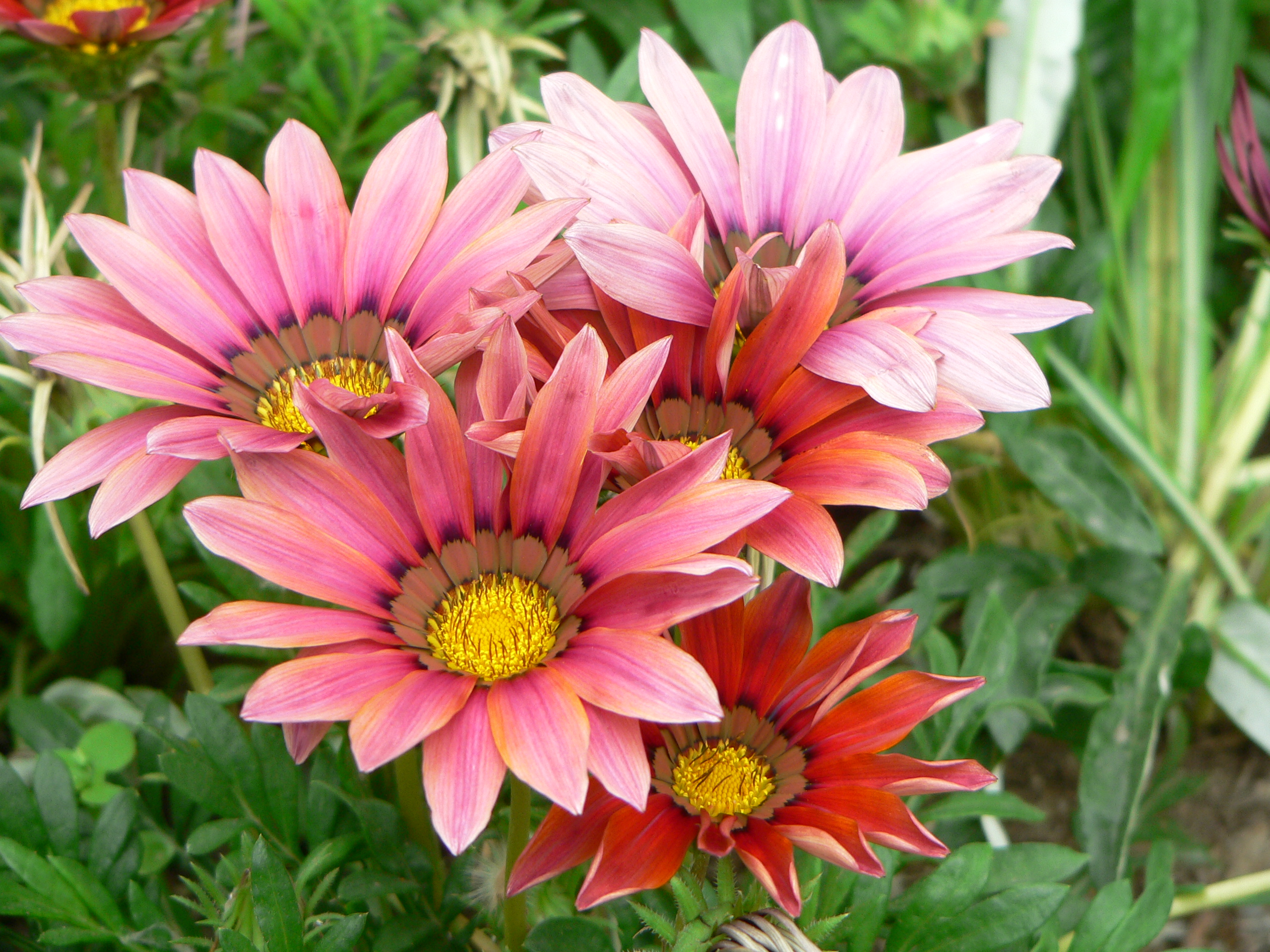
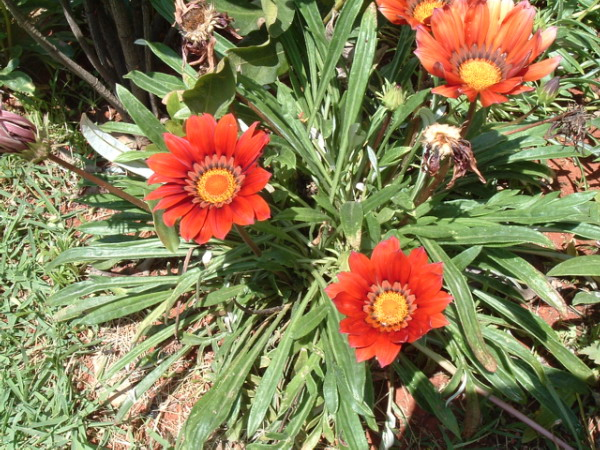
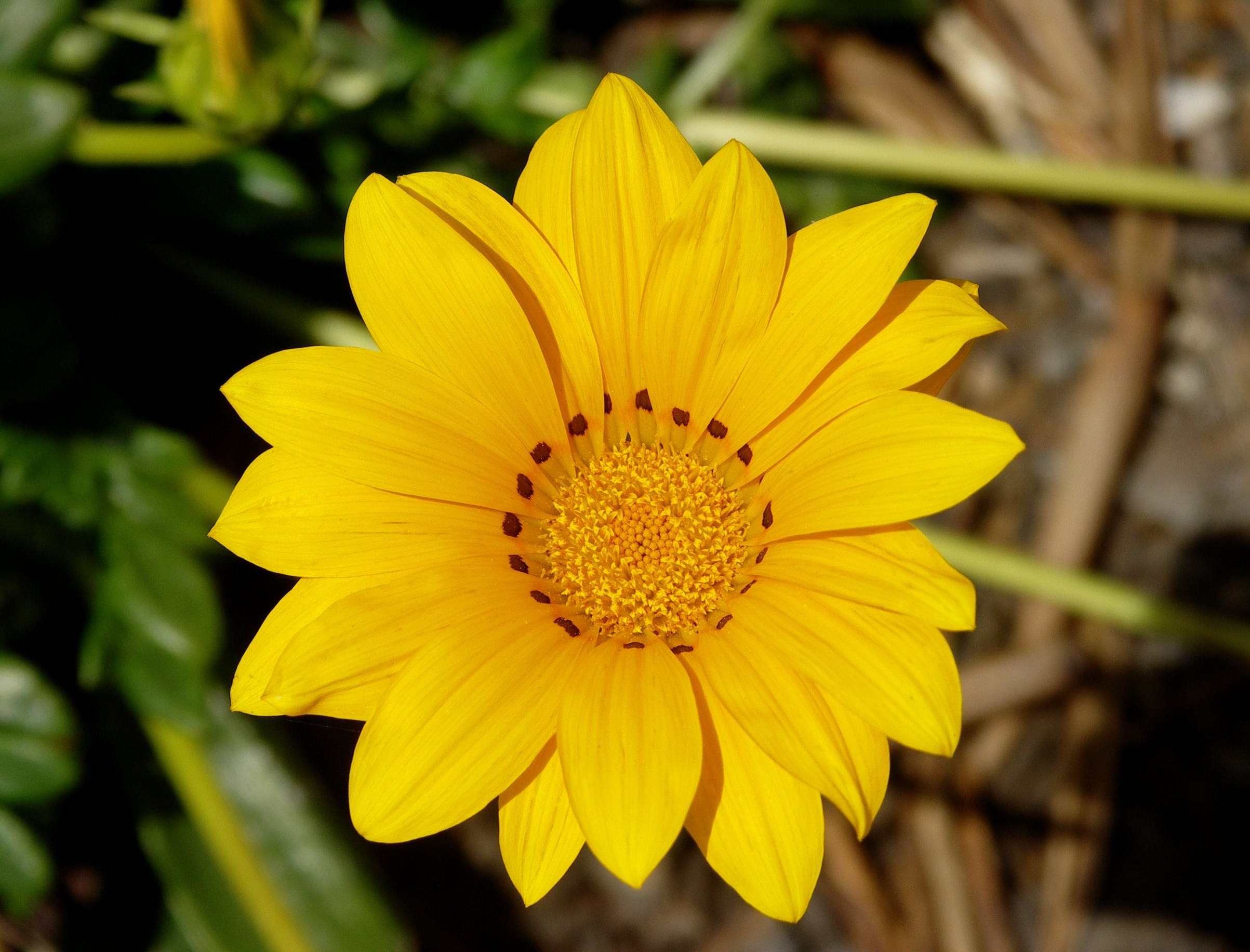
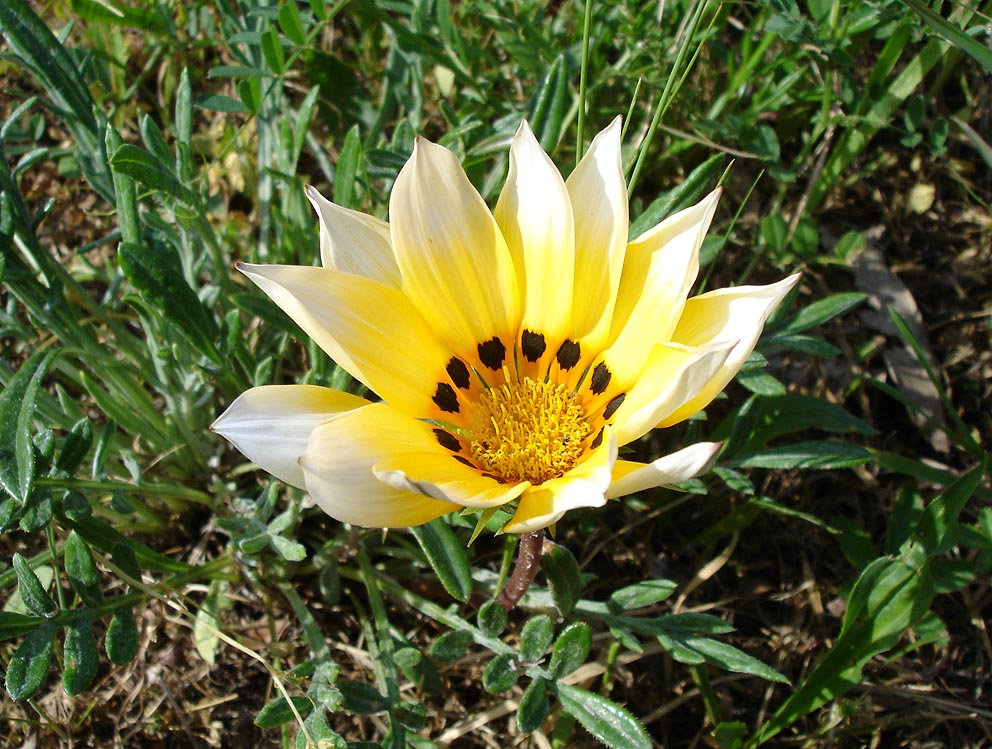
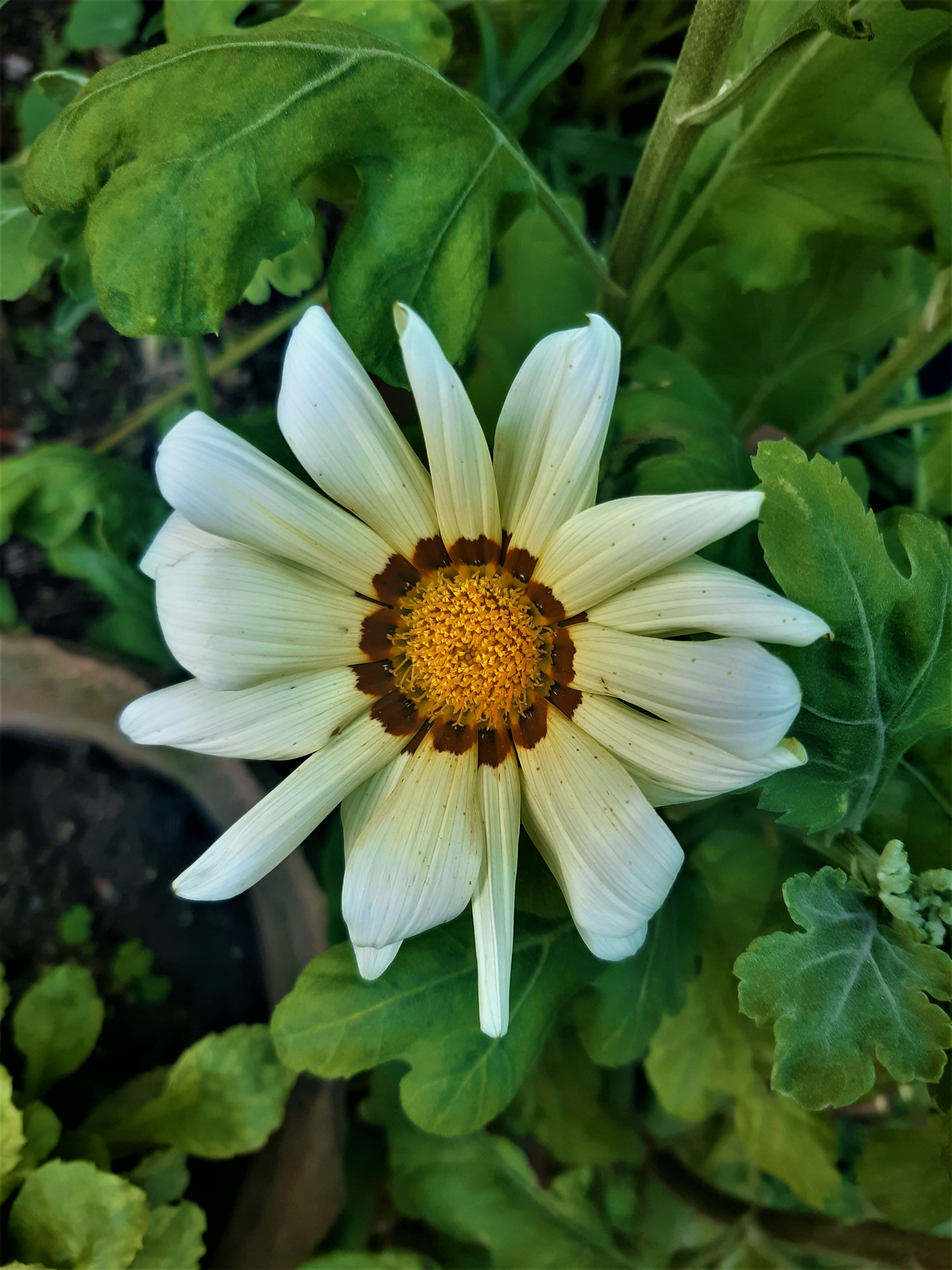